# Âge d'or
Pour les articles homonymes, voir Âge d'or (homonymie).

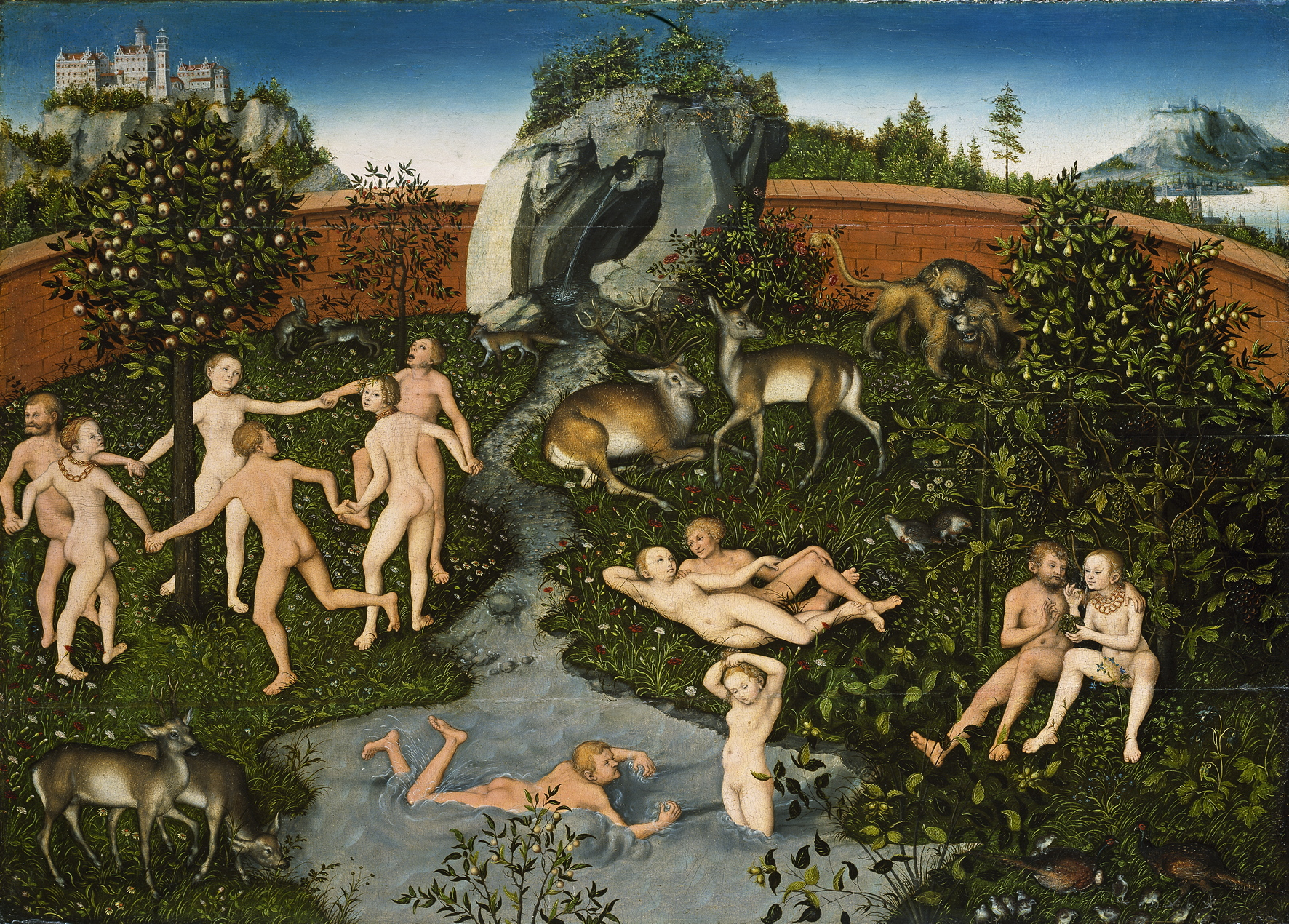
L'âge d'or, par Lucas Cranach l'Ancien (1530).

L’âge d'or est un mythe qui apparaît principalement dans la mythologie grecque puis la mythologie romaine (qui s'y réfère sous le nom de « règne de Saturne »). L’âge d'or fait partie du mythe des âges de l'humanité, avec l'âge d'argent, l'âge d'airain et l'âge de fer.

## Sources du mythe

### Les Travaux et les Joursd’Hésiode
La description de cinq races apparaît dans Les Travaux et les Jours d’Hésiode, ouvrage du viiie siècle av. J.-C. : 

« Quand les hommes et les dieux furent nés ensemble, d’abord les célestes habitants de l'Olympe créèrent l'âge d'or pour les mortels doués de la parole. Sous le règne de Saturne (Cronos) qui commandait dans le ciel, les mortels vivaient comme les dieux, ils étaient libres d'inquiétudes, de travaux et de souffrances ; la cruelle vieillesse ne les affligeait point ; leurs pieds et leurs mains conservaient sans cesse la même vigueur, et loin de tous les maux, ils se réjouissaient au milieu des festins, riches en fruits délicieux et chers aux bienheureux Immortels. Ils mouraient comme enchaînés par un doux sommeil. Tous les biens naissaient autour d'eux. La terre fertile produisait d'elle-même d'abondants trésors ; libres et paisibles, ils partageaient leurs richesses avec une foule de vertueux amis. Quand la terre eut renfermé dans son sein cette première génération, ces hommes, appelés les génies terrestres, devinrent les protecteurs et les gardiens tutélaires des mortels : ils observent leurs bonnes ou leurs mauvaises actions, et, enveloppés d'un nuage, parcourent toute la terre en répandant la richesse : telle est la royale prérogative qu'ils ont obtenue. »

### Métamorphosesd'Ovide
Le poète romain Ovide a repris le mythe au début des Métamorphoses (Ier siècle) :

« L'âge d'or commença. Alors les hommes gardaient volontairement la justice et suivaient la vertu sans effort. Ils ne connaissaient ni la crainte, ni les supplices; des lois menaçantes n'étaient point gravées sur des tables d'airain; on ne voyait pas des coupables tremblants redouter les regards de leurs juges, et la sûreté commune être l'ouvrage des magistrats.
Les pins abattus sur les montagnes n'étaient pas encore descendus sur l’océan pour visiter des plages inconnues. Les mortels ne connaissaient d'autres rivages que ceux qui les avaient vus naître. Les cités n'étaient défendues ni par des fossés profonds ni par des remparts. On ignorait et la trompette guerrière et l'airain courbé du clairon. On ne portait ni casque, ni épée; et ce n'étaient pas les soldats et les armes qui assuraient le repos des nations.
La terre, sans être sollicitée par le fer, ouvrait son sein, et, fertile sans culture, produisait tout d'elle-même. L'homme, satisfait des aliments que la nature lui offrait sans effort, cueillait les fruits de l'arbousier et du cornouiller, la fraise des montagnes, la mûre sauvage qui croît sur la ronce épineuse, et le gland qui tombait de l'arbre de Jupiter. C'était alors le règne d'un printemps éternel. Les doux zéphyrs, de leurs tièdes haleines, animaient les fleurs écloses sans semence. La terre, sans le secours de la charrue, produisait d'elle-même d'abondantes moissons. Dans les campagnes s'épanchaient des fontaines de lait, des fleuves de nectar; et de l'écorce des chênes le miel distillait en bienfaisante rosée. »

## Postérité
Au Moyen Âge, l'âge d'or devient en revanche une promesse, celle d'un avenir paradisiaque et d'un monde de paix[réf. nécessaire].

## Raisons
L'âge d'or est celui qui suit immédiatement la création de l'Homme alors que Cronos règne dans le ciel : c'est un temps d'innocence, de justice, d'abondance et de bonheur ; la Terre jouit d'un printemps perpétuel, les champs produisent sans culture, les Hommes vivent presque éternellement et meurent sans souffrance, s'endormant pour toujours. L'âge d'or symbolise un passé prospère et mythique.
Cette époque mythique appelée également « règne de Saturne » est donc l'âge qui suit la création de l'Homme qui est un éternel printemps : « En l’absence de tout justicier, spontanément, sans loi, la bonne foi et l’honnêteté y étaient pratiquées. […] La Terre elle-même, aussi, libre de toute contrainte, épargnée par la dent du hoyau, ignorant la blessure du soc, donnait sans être sollicitée tous ses fruits. » (Ovide).
Mais Cronos est précipité sous terre, dans le Tartare, et c'est Zeus (ou Jupiter dans la mythologie romaine) qui devient le maître du monde, soit du ciel. L’âge d’argent débutait.
On retrouve également des évocations de l'âge d'or chez d'autres auteurs et poètes latins tels que Tibulle, dans l'une de ses Élégies, et chez Virgile, dans les Géorgiques et dans la quatrième églogue des Bucoliques, intitulée Pollion. Le mythe de l'âge d'or prit une importance particulière sous Auguste qui apparaissait alors comme l'homme capable de ramener l'humanité, sinon à l'âge d'or, du moins à un nouvel âge meilleur que celui dans lequel vivaient ses contemporains et qu'ils comparaient à l'âge de fer. L'Empire romain sortait en effet d'une seconde guerre civile et les Romains voyaient en Auguste celui qui était parvenu à rétablir l'ordre.
Le traducteur français du XIXe siècle Anne Bignan, dans une note de sa traduction des Travaux et les Jours d’Hésiode, souligne que le poète, après avoir établi la commune origine des dieux et des hommes, fait une description brillante de l’âge d'or. Mais elle contredit ce qu'il a raconté dans sa Théogonie des malheurs arrivés sous le règne de Cronos. De ces deux traditions du bien et du mal, laquelle est la plus ancienne ? Est-ce que l'une n'est qu'une fiction et l'autre appartient à l’histoire ?
Il explique ensuite que Leclerc préfère le récit de la Théogonie à celui des Travaux et des Jours. D'abord il trouve que l'attentat de Cronos envers son père Ouranos, qu'il détrôna, s'accorde mal avec cette innocence qu'Hésiode attribue audit âge. Puis, ce qu'on en rapporte de ne lui paraît appuyé sur aucun fondement historique. Ainsi, il pense que les monuments des Hébreux prouvent qu'avant et après le déluge, l'histoire du genre humain n'a été que celle de l'injustice et du crime. Ce qui lui fit dire : « Si nous nous souvenons, dit-il, que l'action de Saturne se passa peu de temps avant Abraham, nous comprendrons aisément que tant d'innocence n'a pu être le partage des colons de la Grèce ». Enfin l'ignorance de ces premiers siècles, étrangers aux arts et à la civilisation, ne lui semble pas supposer de grandes vertus ni un grand bonheur. C'est pendant la barbarie que les passions se déploient avec le plus de fougue et de férocité. Les dieux y étaient aussi cruels, aussi violents que les hommes. Leclerc concède que cette peinture de l'âge d'or figure l'état de l'humanité avant la chute d'Adam et d'Ève. Mais il ne pense pas que les Grecs se soient souvenus de ce bonheur si court dont jouit ce couple dans le paradis terrestre. Il estime plutôt qu'Hésiode n'a fait que retracer un âge d'or idéal. Dans une société déjà corrompue, l'imagination se projette dans le passé, comme pour échapper au présent. À l'instar d'Hésiode, beaucoup de poètes ont accusé leur siècle et loué les siècles antérieurs.
Bignan estime que la plupart de ces observations de Leclerc ne manquent pas de justesse, mais elles ne détruisent pas la croyance générale de l'Antiquité à un état primitif de bonheur et d'innocence. Le berceau de presque toutes les religions repose dans un Éden. La longévité antédiluvienne des humains, ainsi que la supériorité de leur force antérieurement au siècle d'Homère dans l'Iliade, attestent l’existence de cette opinion qui attribuait à l'humanité plus voisine de la création une nature moins imparfaite et presque divine. En effet, quand le monde entier ne consistait encore qu'en une seule famille, les vices et les crimes n'avaient pas eu le temps de naître et de se développer. Si les premiers habitants de la terre étaient peut-être moins heureux dans cet état sauvage, il y avait toutefois entre leur âme et leur corps une sorte d'harmonie, de vigueur et de beauté. Plus la famille s'étendit et se dispersa, plus les intérêts se divisèrent, les besoins, les passions se multiplièrent et se combattirent. L'être humain devint sanguinaire, cruel, impie. En découle l'idée de déchéance qui plane sur toutes les religions de l'Antiquité. Hésiode a donc suivi malgré lui la tradition qui consacrait cette idée cosmopolite, mais en adoptant également ce que les Grecs rapportèrent des premiers temps de leur histoire. Ainsi, dans la Théogonie, il raconte le crime de Cronos envers Ouranos et dans Les Travaux et les Jours, il dépeint le bonheur du genre humain sous ce même Cronos. Comme d'un côté les souvenirs mythologiques des Grecs ne remontaient pas au-delà d'Ouranos et de Cronos, et comme de l'autre tous les peuples anciens croyaient à une époque primitive de félicité et d'innocence, il a consacré ces deux traditions, sûrement sans réfléchir à ce qu'elles offrent de disparate. Cependant, ce n'est point dans le même poème qu'il les a confondues. Ainsi, prises isolément, elles ont chacune leur vérité relative.
Bignan pense que l'opinion sur l'identité d'origine des dieux et des humains, antérieure sans doute à Hésiode, lui a survécu. Comme il le fait remarquer, Pindare commence ainsi sa sixième Néméenne : « Il est une race d'hommes, une race de dieux; et c'est une même mère qui nous donna le souffle ». De même que Julien dit dans un fragment de lettre : « On dit que les dieux et Jupiter sont homogènes avec nous[...] ». Dans la mythologie grecque, la Terre (Gaïa) est appelée la mère commune de tous les êtres ; dans la Théogonie, elle enfante le Ciel (Ouranos).
Bignan commente ensuite dans une autre note le passage d'Hésiode sur les hommes qualifiés de génies terrestres. Il expose que plusieurs anciens grammairiens ont cru qu'Hésiode parlait ici des Héros à cause de cet hémistiche « Heéra essaménoi, » que Virgile a rendu par ces mots « Obscurci aere septi ; » et ils ont fait dériver leur nom de « aeros ». Eustathe de Thessalonique (Iliade, chapitre 1, vers 3) et le grand étymologiste s'y sont trompés eux-mêmes. En fait, Daniel Heinsius remarque que les Héros et les Génies ne sont pas ici la même chose. D'après Proclus, Hésiode divise en quatre classes la hiérarchie céleste et humaine. Dans la première il place les dieux, dans la seconde les Génies, dans la troisième les Héros et dans la quatrième les hommes. Ces Génies, agents intermédiaires entre Jupiter et les rois, président à la justice et distribuent la richesse parmi les mortels. Représentants de la divinité sur la terre, s'ils restent subordonnés aux dieux, leur pouvoir invisible et protecteur s'élève au-dessus de la puissance humaine. Une analogie est possible entre ces Génies et les anges des Hébreux dans la Bible.

## Caractéristiques principales
L'âge d'or est, dans la mythologie grecque et romaine, l'ère incarnant l'ordre où dominaient parfaitement la Justice et la Bonne Foi. C'est l'époque où Cronos régnait encore au ciel. Selon les Anciens, l'âge d'or avait les caractéristiques suivantes :
- tous les êtres étaient végétariens ; les hommes se nourrissaient exclusivement de fruits et de légumes, car personne ne songeait à tuer (comme le rappellent Les Bucoliques, V, de Virgile, et Les Métamorphoses d'Ovide) ;
- les dieux vivaient dans l'intimité des mortels ;
- les portes n'avaient pas encore été inventées, car le vol n'existait pas ;
- les hommes vivaient tous en paix, libres de soucis, comme des dieux, à l'abri des peines et des misères : il n'y avait pas de vieillesse, les hommes restaient toujours jeunes, étaient tous beaux et avaient beaucoup de joie, passant leur temps dans les festins et les fêtes ;
- lorsque le moment était venu de mourir, les êtres s'endormaient doucement ;
- nul n'était soumis au travail et tous les biens appartenaient aux hommes spontanément ;
- le sol produisait de lui-même une récolte abondante et la terre jouissait d'un printemps perpétuel.

À Rome, Cronos était identifié à Saturne, celui qui introduisit l'usage de la faucille (un de ses attributs) et apprit aux hommes à mieux utiliser la fertilité spontanée du sol.
Selon la tradition des Anciens, cet âge d'or a disparu avec le règne de Zeus.
Dans la tradition religieuse orphique, Cronos apparaît délivré de ses chaînes, réconcilié avec Zeus (son fils qui l'a vaincu) et habitant aux Îles des Bienheureux. C'est cette réconciliation avec Zeus de Cronos, considéré comme un roi bon, le premier qui ait régné sur le ciel et sur la terre (père et mère de Cronos), qui a conduit aux légendes de l'âge d'or. On disait que Cronos avait régné sur tout le monde connu. Plus tard, lorsque les hommes étaient devenus méchants, avec la génération de bronze et surtout celle de fer, Cronos était remonté au Ciel, laissant sa place à Zeus.
Du fait d'une conception cyclique du temps (affirmée par la théorie de l'éternel retour des Stoïciens, par exemple), cet âge d'or reviendra, redisparaîtra à nouveau et réapparaîtra, etc., selon le rythme d'un cycle sans fin.